# George Shuffler
George Shuffler (15 de abril de 1925 - 7 de abril de 2014) fue un innovador guitarrista bluegrass estadounidense y un practicante temprano del estilo crosspicking. Durante su carrera jugó con The Bailey Brothers, The Stanley Brothers y Ralph Stanley's Clinch Mountain Boys. Él obtuvo el Premio de 2007 a la Herencia de Carolina del Norte y en 2011 fue elegido miembro del Salón de la Fama Bluegrass Music Internacional.

## Biografía

### Primeros años
George Shuffler nació en Valdese, Carolina del Norte, Estados Unidos, el 11 de abril de 1925. Como fue el caso con muchos músicos del sur, la primera experiencia de Shuffler con la música fue cuando asistió a las escuelas de canto en Valdese. Su afinidad por la música creció y a los doce años su padre negoció un viejo coche averiado por una guitarra Kalamazoo. Había muy pocas guitarras en Carolina del Norte en esa época, y Shuffler sólo se había interesado en ellas a través de programas de radiodifusión de ciudades lejanas como Cincinnati. Shuffler se enteró de que uno de sus vecinos, Jack Smith, sabía algunos acordes de guitarra, y por eso lo localizó. Smith le enseñó tres acordes, G, C, y D. Shuffler fue a casa esa noche, y mantuvo la práctica de los tres acordes una y otra vez, con miedo de que se olvidara. Cuando llegó a casa su madre cantaba una vieja canción llamada "Birmingham Jail", y Shuffler comenzó su como acompañante, animándola a cantar hasta que se pusiera ronca.
En los próximos meses practicó sus tres acordes, y compuesto por otros siempre que los necesitaba. Otro de sus vecinos tenía una guitarra y lo invitó a tocar con él. Al principio, Shuffler tuvo miedo, pensando que sus cuerdas hechas en casa lo haría parecer una tontería, pero pronto descubrió que eran las mismas formas que su vecino más experimentado estaba haciendo. Envalentonado por esta experiencia, Shuffler practicó en su tiempo libre, y pronto aprendió a tocar el bajo también. Cuando su padre negoció la guitarra por una nueva pistola, Shuffler salió y compró una nueva con su dinero cuidadosamente ahorrado.

### Carrera
Con el tiempo comenzó a desarrollar una reputación de ser un buen entonador de guitarra y bajo. Tocaba la guitarra al estilo de Merle Travis y Mother Maybelle Carter, los dos guitarristas de música country más populares. Participó en concursos de talentos locales, y tocó en cantaban en las iglesias locales. Una noche, justo después del final de la Segunda Guerra Mundial, fue a Granite Falls para ver a los hermanos Bailey, y cuando su banda de acompañamiento no se presentó, él se ofreció a tocar el bajo para ellos. Danny y Charlie Bailey estaban tan impresionados por su forma de tocar que cuando su bajista aparecuó, lo dejaron por Shuffler. Le ofrecieron sesenta dólares a la semana para ir con ellos a Nashville para tocar en el programa de radio Grand Ole Opry. Como se trataba del doble de la indemnización que recibía trabajando en una fábrica, aceptó inmediatamente.
En los próximos años tocó con diferentes grupos en todo Carolina del Norte y Tennessee, luego, en 1950 fue contactado por Carter Stanley para que sea parte de un grupo con él y su hermano Ralph . A los dieciocho años siguientes tocó dentro y fuera como miembro de los Stanley Brothers, y la otra banda de Stanley, los Clinch Mountain Boys. Ahora considerado como una de las primeras bandas de bluegrass y más importantes, los tiempos no siempre fueron fáciles para los jóvenes músicos. Un año, el dinero era tan fuerte que Ralph Stanley vendió todo su rebaño de ganado para mantener a la banda en marcha, y Shuffler dejó la banda en varias ocasiones, sólo para ser atraído de nuevo por las subidas de quince o veinte dólares. Durante los buenos tiempos de la banda tenía un montón de instrumentos, incluyendo una guitarra y un banjo desempeñado por Carter y Ralph, Shuffler tocó la guitarra y el bajo ocasionalmente, era un bajista de tiempo completo, también entonaba la mandolina y el violín . Durante muchos de los tiempos difíciles de la banda, estuvo sólo compuesta por Ralph Stanley, Carter Stanley y George Shuffler. Este arreglo de escasa entonación llevó al desarrollo del ahora famoso estilo crosspicking de George Shuffler.

### Años posteriores y muerte
Finalmente salió del negocio de la música "para siempre", y cuando su esposa Sue expresó su incredulidad ante la idea, vendió todos sus instrumentos para demostrar que realmente estaba hecho. Unos años más tarde se enteró de que sus hijas cantaron una canción evangélica en la iglesia, y como se había hecho cada vez más religioso desde que salió del bluegrass, decidió formar una banda cristiana familiar. Él lanzado algunos álbumes evangélicos, y tuvo un gran éxito "When I Receive My Robe and Crown", que mantuvo en las listas de temas cristianos durante once meses. Shuffler murió el 7 de abril de 2014 a la edad de 88 años.

## Discografía
- Varios Álbumes

- Con los Stanley Brothers